# Eduardo Mateo

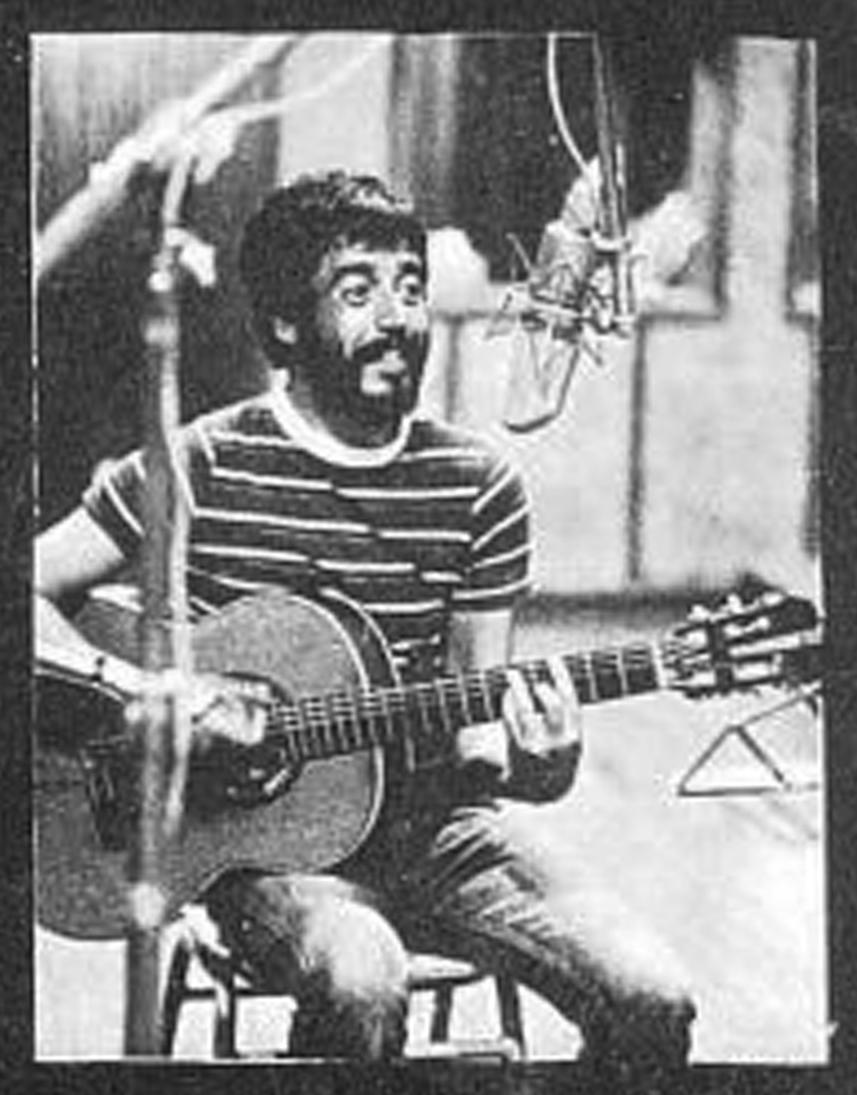
Eduardo Mateo

Ángel Eduardo Mateo López (* 19. September 1940 in Montevideo; † 16. Mai 1990) war ein uruguayischer Musiker und Komponist.
Mateo, dessen musikalische Bandbreite sich in seinen Werken unter anderem auf Bossa Nova und Candombe erstreckte, wirkte mit anderen Künstlern wie Horacio Buscaglia, Rubén Rada, Estela Magnone oder der Gruppe El Kinto zusammen und war eine wichtige Figur in der Entwicklung der modernen uruguayischen Musik.
Er stammte aus einer musikalischen Familie, in der zahlreiche Familienmitglieder insbesondere im uruguayischen Karneval und Murga musikalisch aktiv waren. Auf diese Weise kam er frühzeitig mit der schwarzen Musik Uruguays wie dem Candombe in Kontakt. 1957 trat er der Gruppe El Bando de Orfeo bei, 1964 schloss er sich den Los Malditos an. Auch fanden Auftritte im Teatro Solís und Teatro Odéon mit den Conciertos Beat statt. Es folgte eine Zeit bei El Kinto, in der zwar bis zur Auflösung der Gruppe keine Platten erschienen, das aufgenommene Material jedoch später unter der Bezeichnung Musicación 4 1/2 und Circa 1968 veröffentlicht wurde. In den 1970er Jahren begann Mateos Leben problembeladener zu werden. Dies führte in den 1980er Jahren auch zu zahlreichen Verhaftungen und Gefängnisaufenthalten wegen des Besitzes von Drogen und deren Konsum. In jener Zeit war er ab 1972 auch als Solo-Künstler aktiv.